# Luca Pretolesi
Luca Pretolesi (* vor 1980 in Genua) ist ein italienischer Musiker, Musikproduzent, DJ und Tontechniker. Charterfolge konnte er vor allem in den 1990er Jahren mit seinem Techno-Projekt Digital Boy feiern.

## Leben
Pretolesi zog im Alter von 16 Jahren nach Mailand, wo er an einer Musikschule eine dreijährige Ausbildung zum Tontechniker absolvierte. Nach Abschluss der Schule begann er Ende der 1980er Jahre mit der Produktion eigener Musikstücke. Ab 1990 erschienen erste Singles unter diversen Projektnamen. Bekannt wurde er vor allem mit dem Projekt Digital Boy. 1991 erschien sein erstes Album Futuristik. Mit der Single The Mountain of King, die Pretolesi gemeinsam mit Ronnie Lee geschrieben hatte, konnte er 1994 Platz eins der italienischen Single-Charts erreichen. 1994 gründete er sein eigenes Label D-Boy Records. Bis Anfang der 2000er Jahre erschienen zahlreiche weitere Veröffentlichungen.
2002 zog Pretolesi nach Las Vegas und wandte sich verstärkt der Tontechnik zu. Er mischte Musikstücke für Künstler und Projekte wie Steve Aoki, Diplo, Major Lazer, Jack Ü, Lil Jon, Gareth Emery, Snoop Lion und Skrillex.
2013 eröffnete er im Hotelkomplex Wynn/Encore Las Vegas sein Studio Digital Music Innovation (Studio DMI) benanntes Tonstudio.

## Diskografie (Auswahl)
Alben
- 1991: Digital Boy – Futuristik (Flying Records)
- 1991: Digital Boy – Technologiko (Flying Records)
- 1995: Digital Boy – Ten Steps to the Rise (D-Boy Records)

Singles und EPs
- 1990: S 900 / S 950 – La Bestia (Bring It On Down) (Demo Studio)
- 1990: Luca P. – Electric Live (Demo Studio)
- 1990: Digital Boys featuring Cool De Suck – Techno (Dance to the House) (Demo Studio)
- 1990: Digital Boy – Gimme a Fat Beat (Remix) / Kokko (Music Man Records)
- 1990: Oi Sonik – Just Let Your Body Ride (Music Man Records)
- 1991: The Voice of Rave – The Voice of Rave (UMM)
- 1991: Digital Boy – OK! Alright (Flying Records)
- 1991: Digital Boy – 1-2-3 Acid! (Flying Records)
- 1991: Digital Boy – This Is Mutha F**ker! (Flying Records)
- 1991: Digital Boy – Gimme a Fat Beat (Flying Records)
- 1991: Digital Boy – Futuristik E.P. (Flying Records)
- 1993: Digital Boy – Crossover (Flying Records)
- 1994: Digital Boy with Asia – The Mountain of King (D-Boy Records)
- 1994: Digital Boy – Dig It All Beat (Flying Records)
- 1995: Digital Boy – Exterminate / Direct to Rave (D-Boy Records)
- 1996: Asia + Digital B – Let's Live (Electronik Musik)
- 1996: Digital Boy – Back to the Past Vol. 1 (Italian Steel)
- 1997: The Dark Side – Beats & Riffs 1 (Italian Steel)
- 1997: Digital Boy – Back to the Past Vol. 2 (Italian Steel)
- 1997: Digital Boy – Back to the Past Vol. 3 (Italian Steel)
- 2000: Digital Boy and MC Rage – Akkur (D-Boy Black Label)
- 2001: The Masochist & Digital Boy – Shout Out (D-Boy Black Label)
- 2001: DJ J.D.A. & Digital Boy feat. MC Rage – Hardcore for Life (ADN Hardcore)
- 2002: MC Rage with Digital Boy & DJ Bike – September Forever (D-Boy Black Label)
- 2003: Digital Boy vs. Outblast – Be 4 Real E.P. (Masters of Hardcore)
- 2003: Digital Boy – Really Vulgar (D-Boy Black Label)
- 2004: Digital Boy & MC Rage – Sugar Daddy (D-Boy Black Label)
- 2008: Digital Boy & Shane Thomas – Sexy, Sultry, Delicious, Dirty (Melodica)